# Eschrichtius
Eschrichtius és un gènere de cetacis del grup dels misticets. El seu únic representant vivent, la balena grisa (E. robustus), viu al nord de l'oceà Pacífic, mentre que l'espècie extinta, E. akishimaensis, visqué en allò que avui en dia és el Japó durant el Plistocè inferior. Al llarg dels anys, se n'han anat descrivint altres espècies que actualment es consideren invàlides.